# John G. Palfrey

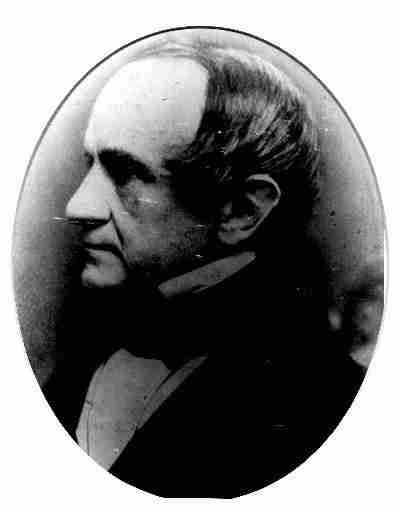
John G. Palfrey

John Gorham Palfrey (* 2. Mai 1796 in Boston, Massachusetts; † 26. April 1881 in Cambridge, Massachusetts) war ein US-amerikanischer Politiker. Zwischen 1847 und 1849 vertrat er den Bundesstaat  Massachusetts im US-Repräsentantenhaus.

## Werdegang
John Palfrey besuchte die Phillips Exeter Academy in New Hampshire und studierte danach bis 1815 an der Harvard University. Nach einem Theologiestudium und seiner 1818 erfolgten Ordination zum Geistlichen der Unitarischen Kirche der USA begann er in Boston in diesem Beruf zu arbeiten. 1828 wurde er „Aufseher“ (overseer) an der Harvard University und erhielt einen Lehrauftrag. Von 1831 bis 1839 war er Professor für Biblische Theologie und Dekan der Harvard Divinity School.  Zwischen 1835 und 1843 gab Palfrey auch die Zeitung North American Review heraus. Politisch wurde er Mitglied der Whig Party. In den Jahren 1842 und 1843 saß er als Abgeordneter im Repräsentantenhaus von Massachusetts; von 1844 bis 1848 war er als Secretary of the Commonwealth geschäftsführender Beamter der Staatsregierung von Massachusetts.
Bei den Kongresswahlen des Jahres 1846 wurde Palfrey im vierten Wahlbezirk von Massachusetts in das US-Repräsentantenhaus in Washington, D.C. gewählt, wo er am 3. März 1847 die Nachfolge von Benjamin Thompson antrat. Da er im Jahr 1848 nicht bestätigt wurde, konnte er bis zum 3. März 1849 nur eine Legislaturperiode im Kongress absolvieren. Diese war von der Endphase des Mexikanisch-Amerikanischen Krieges geprägt. In dieser Zeit wurde Palfrey Mitglied der kurzlebigen Free Soil Party.
In den Jahren 1861 bis 1867 fungierte John Palfrey als Posthalter in Boston. Außerdem befasste er sich mit literarischen Angelegenheiten. Mitte der 1870er Jahre erlitt er einen Schlaganfall. Er starb am 26. April 1881 in Cambridge.